# Fonás
A fonás a fonal készítésének művelete, amelynek során rövid és vékony szálakból (szaknyelven: elemi szálakból) – ezek párhuzamossá rendezésével és összesodrásával – összefüggő, hosszú, nagyjából hengeres szalagot képeznek további feldolgozás céljára. Tágabb értelemben fonáson mindazon technológiai műveletek összességét értjük, amelyek végső eredménye a rövid elemi szálakból képzett, meghatározott állandó vastagságú és szilárdságú, egyenletes, csomómentes tetszőleges hosszúságú fonal.
A legősibb fonási művelet a gyalogorsó (lyukas korongon keresztüldugott pálca) pörgetésével valósult meg úgy, hogy annak tengelyére a sodrott és megnyálazott kócszálak felcsévélődtek. A fonal vagy fonál elemi szálait a hatékony összedolgozással még erősebbé vált súrlódási erő tartja lényegében össze.

## A fonás alapanyagai
Fonás céljára eredetileg a különféle növényi anyagok (például a gyapotnövény magjairól leválasztható pamutszál, a len vagy kender szárából, a kókuszdió héjából nyerhető rostszál stb.), később az állati szőrök (például a juh gyapja, a kecske vagy a teve szőre stb.), a selyemhernyó mirigyváladéka, ásványi rost (azbeszt, bazalt), majd többféle mesterséges úton előállított szálak (például viszkóz- vagy nejlonszál stb.) szolgáltak.
A fonal a textilipari eljárások zömének (szövés, kötés, fonatolás, cérna-, zsineg- ill. kötélgyártás, csipke- vagy hálókészítés) legfontosabb kiinduló anyaga, amelynek készítési technikája mára igen magas színvonalra fejlődött.

## A fonás történetéből

### A kezdetek
A fonalkészítés – röviden: fonás – az ember által alkalmazott egyik legrégebbi technika, amely bizonyára még a szövést megelőzően fejlődött ki. A szövéshez ugyanis fonalra volt szükség és a fonást már időszámításunk előtt 5–6 ezer évvel is ismerték. Bizonyíték erre a mai Görögország területén az i. e. 6.–5. évezredben virágzott ún. Sesklo-kultúra feltárt emlékei közül előkerült fonóorsó. 
A természetben talált rostok egymagukban nem voltak elég hosszúak és elég erősek, viszont a mindennapi megélhetéshez, élelemszerzéshez is szüksége volt az embernek hosszabb-rövidebb kötelekre, zsinórokra. Ahhoz, hogy kellő szilárdságú legyen a kötél, több szálat kellett összefogniuk és összesodorniuk. Ezt a műveletet, ha rövidebb kötélre volt szükség, egy ember készítette, míg, ha hosszabb kötél kellett két ember együttes munkájára kellett hozzá. Ha csak egyszer sodorták gyengébb, ha viszont az első sodrás után a kötél közepét megfogták, vagy botot akasztottak bele, s a két végét pedig elengedték, akkor erősebb, sodrottabb kötelet kaptak végezetül.
Az összesodrást segíthette, ha az össze sodorandó szálak egyik végét kézben tartották, a másik végére követ kötöttek és ezt megpörgették, mint a gyerekek a hintát. Ezzel azonban csak addig tudtak fonni, míg az összesodrott szálköteg el nem érte a földet. Ezután fel kellett mászniuk valahova, hogy a fonást tovább tudják folytatni. Később jöhetettek rá a csévélés műveletére és hasznosságára, ekkor a már megsodort képződményt (fonalat) egy farúdra tekercselhették fel. Ha ehhez a farúdhoz erősítették a követ, akkor ezzel a szerszámmal – amit az orsó ősének tekinthetünk – végezhették a sodrást. Az idő múlásával kitapasztalhatták, hogy a nedves növényi rostok könnyebben fonhatók, ezért később tudatosan beáztatták az alapanyagot a fonás megkezdése előtt. Azt, hogy ki miből font kezdetben leginkább az határozta meg, hogy mi állt a rendelkezésére. Így például Egyiptom területén a lent használták, míg India területén a pamutot és a kendert, Kínában pedig a selyem állt nagyobb mennyiségben a rendelkezésre. Hidegebb éghajlatú területeken az állati szőrök felhasználása volt a legelterjedtebb.
Hogy a fonalkészítés milyen fontos szerepet játszott az emberek életében azt az is bizonyítja, hogy egyes ókori népeknél a sors istennői (például a görögöknél a párkák, a germánoknál a Nornok) „a sors fonalát fonták”. Az ókori görögök a fonást (és a szövést) isteni, - Athéné istennő találmányának vélték.

### A kézi fonás

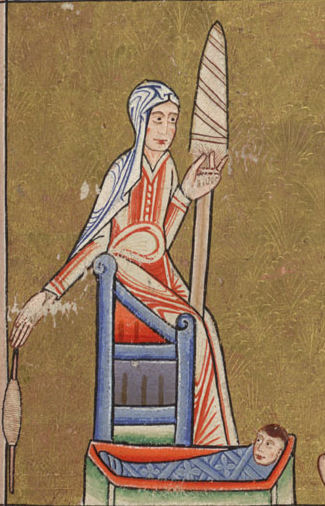
Fonó nő. (Egy 1170 körül keletkezett angol kódexből) (Glasgow University Library)

Kézi fonásnál a fonáshoz felhasznált szálhalmazt egy farúdra illetve fa lapra kötik – ez a guzsaly, amit a fonó nő a bal hóna alá szorítva tart. Talpas guzsaly esetén a farúd alsó, földig érő T vagy L alakú talpát a lábfejjel szorítja le a fonó. Egyik keze ujjaival megpörgeti a kézben tartott orsót, amelyen a végéhez rögzített szálak ezáltal összesodródnak. Sodrás közben a guzsalyra kötött szálhalmazból másik keze ujjaival folyamatosan újabb szálakat húz ki, miközben a sodratot is fokozatosan alakítja: nyújtja, vékonyítja. A szálakat munka közben állandóan nedvesítették, mert így hajlékonyabbak, jobban sodorhatók voltak. Az utóbbi időkben a vizet ehhez egy apró, bögre alakú fületlen de hasas üvegcsészéből vették, mely csésze egy madzagra volt a kezük ügyében felfüggesztve. Mihelyt az orsó leért a földre, az elkészült fonalat feltekercselte az orsó pálcájára. Az ily módon egymás után készülő fonalszakaszok összefüggő, hosszú fonalat alkottak. Ezt a munkát az asszonyok az úton haladva guzsaly nélkül is végezhették.

### A fonókerék és a rokka

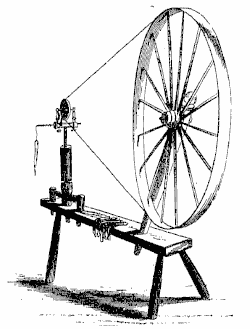
Fonókerék

Későbbi találmány a fonókerék, amelyen az orsót egy - kézzel vagy lábbal hajtott nagy kerékről kötélhajtással forgatták. Indiából származik, ahol valószínűleg az 1. évezredben kezdték használni, Európában a 13. században terjedt el. A nagy kerékkel megpörgetett orsónak kettős feladata volt: ha a fonalat az orsó üreges tengelyében vezetik akkor sodorja a fonalat, amikor pedig az orsó tengelyével közel derékszögben vezetik, akkor feltekercseli magára a fonalat. A fonalat e két irány között kézzel mozgatják.

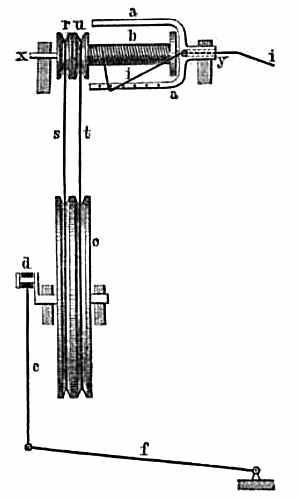
A rokka szerkezete. a: szárny, b: orsó, d: forgattyú, e: hajtókar, f: lábító, i: fonal, o: hajtókerék, s, t: kötélhajtás

A rokka 15. századi olasz vagy német találmány, működési elvében annyiban különbözik a fonókeréktől, hogy egyesíti a sodrás és a feltekercselés műveletét és erre a szárnyas orsót alkalmazza. Felépítésükben is különböznek, a rokkánál a forgó tengelyek egymás fölé kerültek, valamint a rászerkesztett pedál miatt elegendő volt egy személy a kezelésére. A fonás fáradságos, éjt-nappallá tévő véget nem érő téli munka volt, a rokka használatával egy ember (többnyire gyermekek voltak a hajtók) ebből a körből kiválhatott. A gyapjúfeldolgozó rokkák már többnyire teljesen fémből készültek.
Egyéb eszközök még pl. a fonókerékhez hasonlító kis fakaloda: a csévélő, amely egy 10-15 cm-es nádcsőre tekercselte fel azt a fonalat, amit varrásra is használhattak. Nagyobb és más alakú csévélőket is használtak, ezek közül a legismertebb a négykarú talpas motolla, ennek egyik változata a percentős motolla. Ez utóbbin a karok tövében lévő fa fogaskerekek egy rugalmas falemezt pattogtattak szabályos időközökben a motolla testéhez, így tudta a fonónő hogy mennyi van fönt a szövéshez szolgáló egy egységnyi hosszból, a motringból.

### A fonógép kialakulása
Bár az 1500-as években már Leonardo da Vinci is foglalkozott a fonalképzés gépesítésével, a fonógép kialakulása a 18. századi ipari forradalom eredménye.
Az első olyan gépet, amely a szálakból álló szalag (az ún. előfonal) nyújtását és sodrását egyesítette, John Wyatt készítette 1738-ban. A fonógép feltalálójának azonban az angol James Hargreavest tekintik, aki 1764-ben elkészítette „Spinning Jenny” (Fonó Jenny) elnevezésű, 8 orsóval működő gépét. Ez lényegében a fonókerék működési elvén alapul, kiegészítve azzal, hogy egy mozgó kocsit is alkalmazott az előfonal kihúzására. Richard Arkwright 1769-ben szabadalmaztatta „Water Frame” elnevezésű, vízzel hajtott folyamatos fonógépét, amely a rokka szárnyas orsóját használta fel, kiegészítve az előfonal nyújtásának azzal a ma is használt módszerével, hogy azt két hengerpár közé vezette, amelyek közül a második nagyobb kerületi sebességgel működik, mint az első, így a két hengerpár között az előfonal megnyúlik, benne a szálak egyenletesen oszlanak el és párhuzamosan rendeződnek.
E két fonógép működési elvét használta fel Samuel Crompton, aki 1779-ben szabadalmaztatta „Mule Jenny” elnevezésű gépét (a mule, azaz öszvér szó arra utalt, hogy két különböző működési elvet egyesített). Ez a gép az 1830-ban Richard Roberts által szabadalmaztatott szelfaktor előképének tekinthető. Ilyen gép még a 20. század közepéig is használatban volt egyes fonodákban.
A ma is rendkívül elterjedt gyűrűs orsó John Thorpe 1828-ban bejelentett találmánya.
A turbinás fonást a 20. század közepén csehszlovák mérnökök fejlesztették ki és azóta világszerte elterjedt.

### A gépi fonalkészítés elvi menete
A fonás műveletei és eljárásai nagy mértékben függnek a feldolgozott nyersanyagtól és a készítendő fonal rendeltetésétől. Ezért az alábbiakban a feldolgozás menetét csak általánosságban ismertetjük.
1. A feldolgozandó szálasanyag általában bálákban, összepréselt állapotban érkezik a fonodába. Az első művelet a bálabontás, azaz az összetömörített szálhalmaz fellazítása, az összetapadt csomók felbontása és egyidejűleg a szálak közé keveredett szilárd szennyezőanyagok eltávolítása. Ezt bontó- és verőgépekkel végzik. Ugyanitt végzik el – ha szükséges – a különböző nyersanyagok, adalékok meghatározott súlyarányú keverését is.
2. A fellazított anyag a verőgépből egy tekercselő berendezésbe kerül, amelynek hengerei között egyenletes vastagságú bundává alakítják.

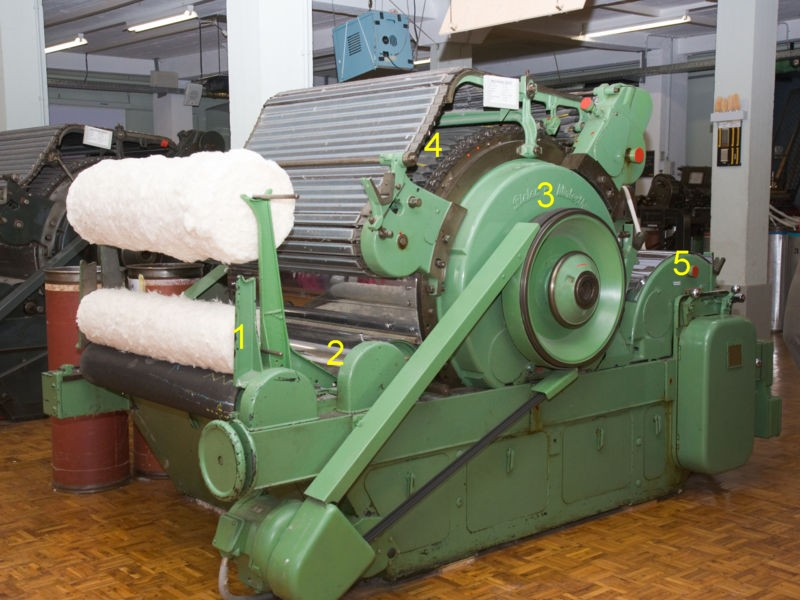
Pamutkártológép

3. A bundát kártológépen bontják tovább elemi szálakra. A kártolást két elvileg, egymással szemben mozgó finom tűsor végzi, amelyek között az összetapadt szálak szétválnak, nagyjából párhuzamos elhelyezkedést vesznek fel és emellett a finom tűk a még bent maradt legkisebb idegen anyagokat is eltávolítják. A kártolást többnyire több fokozatban, egymás után kapcsolt kártológépeken végzik, ezek szerkezeti kialakítása nagyban függ a feldolgozandó nyersanyagtól. A kártológépeket a szálak vékony, fátyolszerű képződmény formájában hagyják el, amit az utolsó gépen tömörítő hengerek között egy nagyjából hengeres szalaggá fognak össze és henger alakú tartályokba, rendezetten rakják le oly módon, hogy onnan ismét könnyen és kuszálódás mentesen előhúzható legyen.

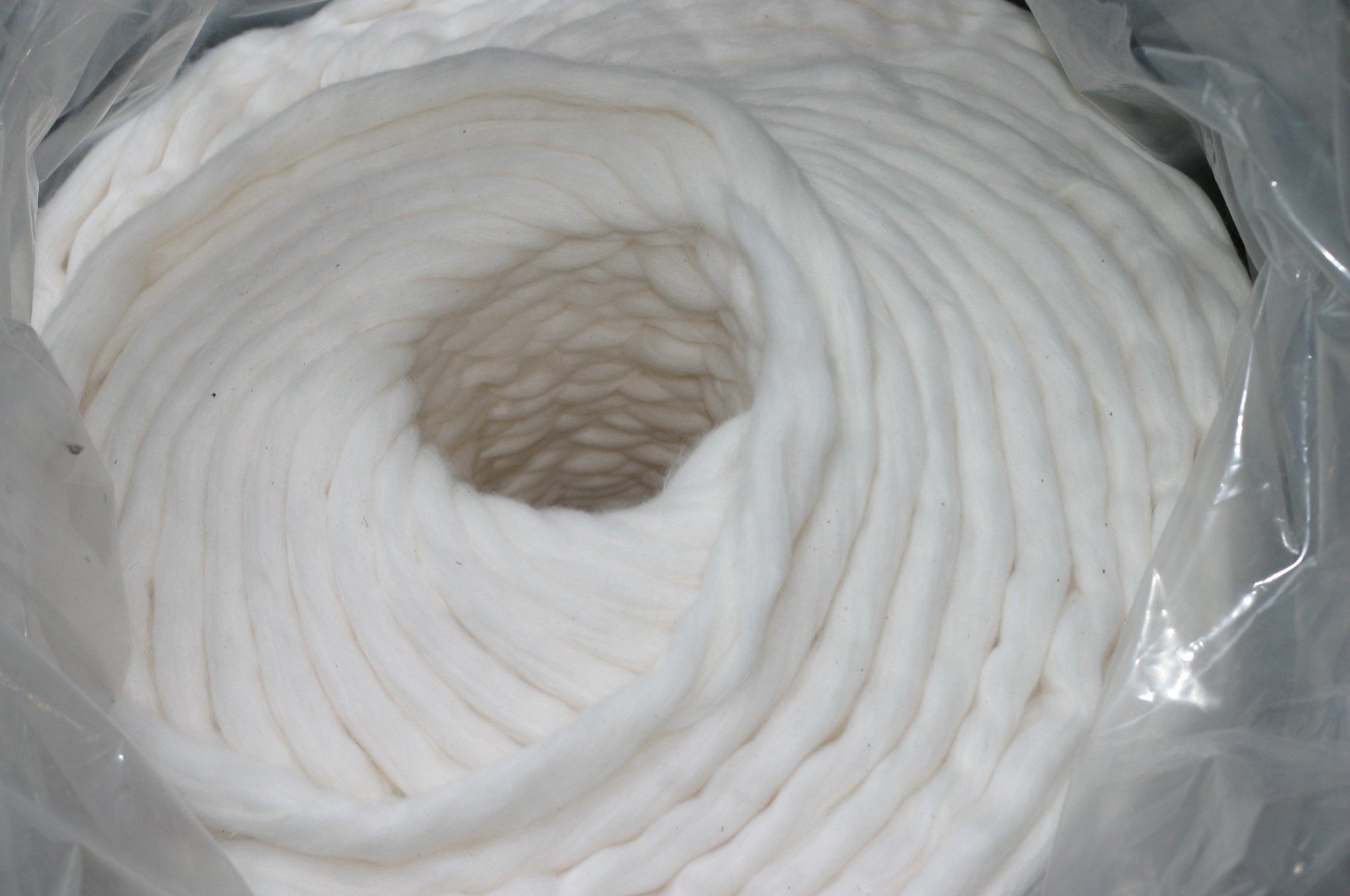
Kártolt szalag rendezett állapotban

4. A kártológépről lekerülő szalagot nyújtásnak vetik alá. Ezt elvileg két hengerpár végzi, amelyek közül a hátsó kisebb, az elülső nagyobb kerületi sebességgel forog, így a közéjük vezetett szálszalag hosszirányban széthúzódik. Ennek következtében a szalag vékonyodik és benne a szálak párhuzamosan helyezkednek el. A nyújtást is több fokozatban végzik el és eközben – a szálak jobb keveredése érdekében – több nyújtógép termékét egyesítik és újra nyújtják. Minél finomabb fonalat kívánnak előállítani, annál többször egyesítik és nyújtják a szalagokat, egyre nagyobb mértékű nyújtásokat alkalmazva.

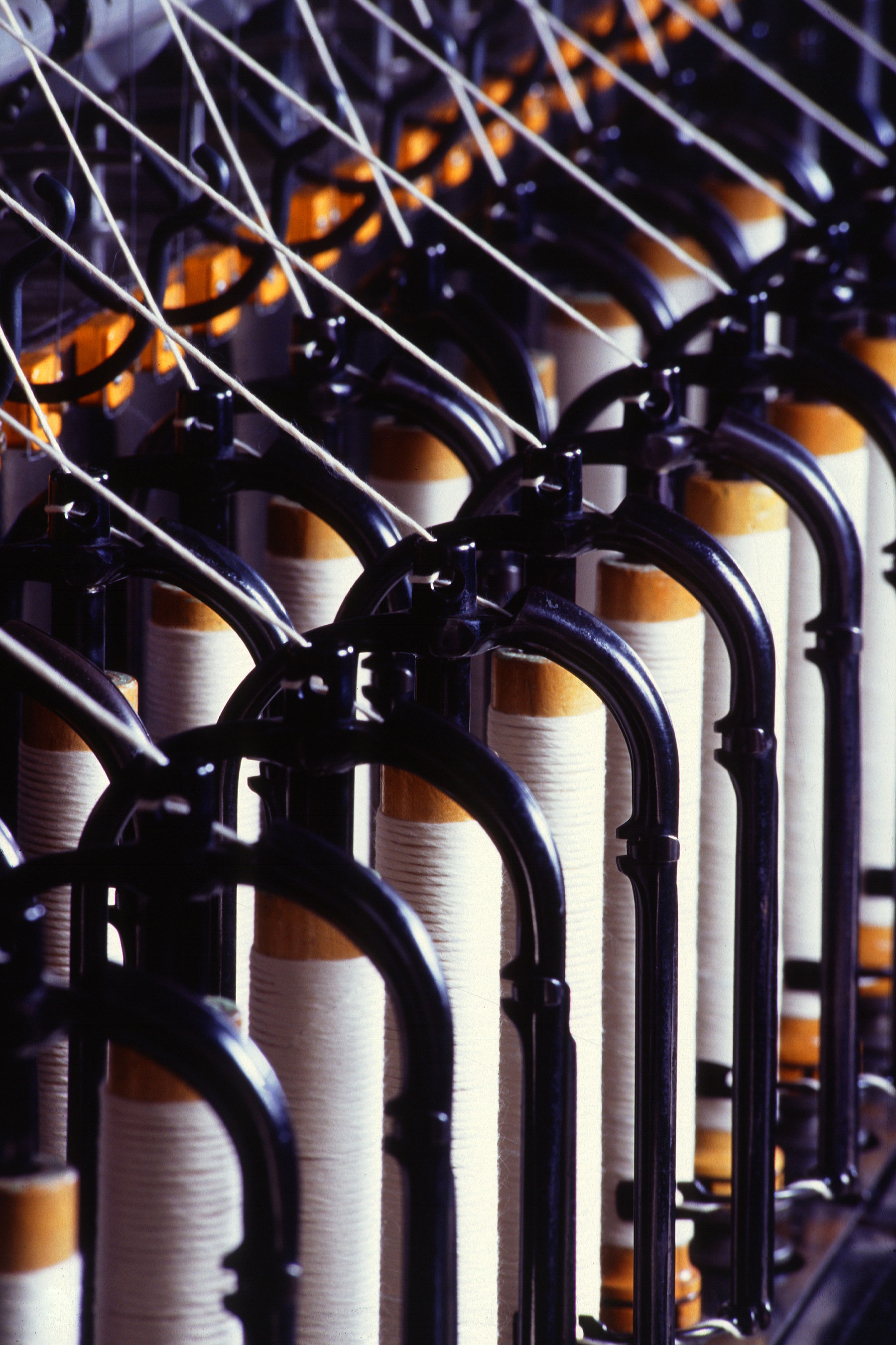
Előfonógép

5. Ha különlegesen egyenletes és igen vékony fonalat akarnak előállítani, nagy mértékben törekedni kell arra, hogy a fonalat alkotó szálak hossza minél egyformább legyen. Ennek érdekében a kívánatosnál rövidebb szálakat a nyújtott szalagból fésülőgépen kifésülik. Ha ezt a technológiai lépcsőt beiktatják a folyamatba, az így nyert fonal neve „fésüsfonal” vagy – helyesebben – fésült fonal.
Hasonló ez a művelet a rostszálak (például a len, kender) feldolgozásában a gerebenezéshez, de utóbbinál ez a művelet egyúttal a rostos szálak felhasítására, vékony, hosszú rostok kialakítására is szolgál.
6. A nyújtott – és esetleg fésült – szalagot rendezett formában ismét hengeres tartályokban gyűjtik és ezeket viszik az előfonó gépekhez. Az előfonás során a szalagot tovább nyújtják, de most már kissé meg is sodorják. Erre az ún. szárnyas orsót használják. A függőlegesen álló orsóval közös tengelyen egy fordított (alul nyitott) U alakú ún. szárny van, amelyet forgatnak. A szárny hossztengelyében felül és egyik ágának alsó végében egy-egy nyílás van, ezeken át fűzik be a fonalat, amelynek végét azután az orsón rögzítik. A szárny forgásakor a hossztengelyén átfűzött fonalszakasz sodródik és a szárny ágán kilépve feltekercselődik az orsóra húzott hüvelyre. Az orsó forgását kissé fékezik, így az lassabban forog, mint a szárny, ez biztosítja a fonal feltekercselődését.

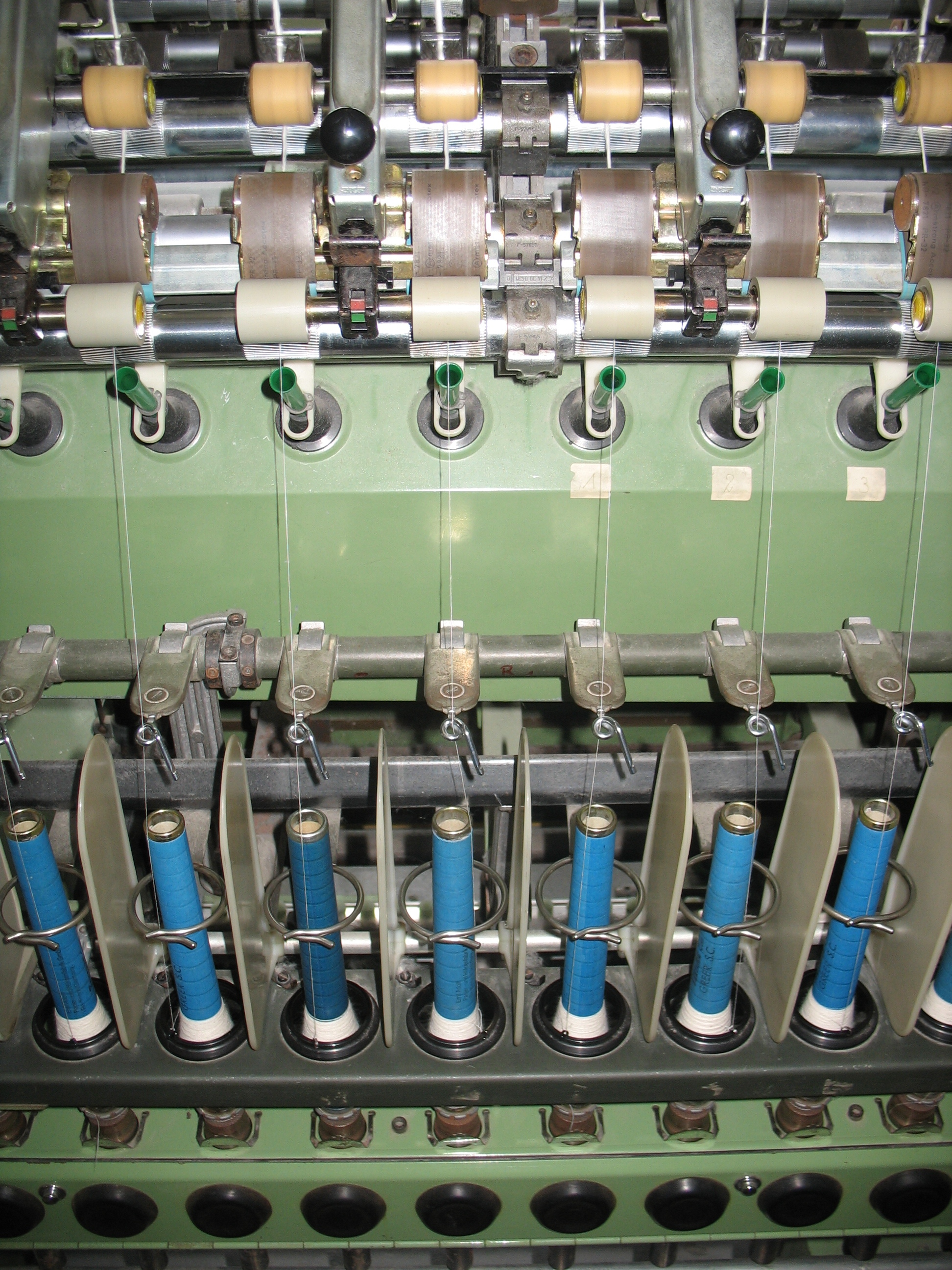
Gyűrűsfonógép

7. A végfonást, azaz a fonal végleges kialakítását leggyakrabban gyűrűs orsón végzik. Itt a fonal sodrását és az orsóra való feltekercselését – amit az előfonó gépen a szárny végzett – egy kis karikával oldják meg, amely az orsó körül egy gyűrűn fut. (Ezért nevezik „gyűrűs orsónak” és a karika neve is a szaknyelvben: futó.) A futót a rajta átfűzött fonal mozgatja a sebesen forgó orsó hatására, de a súrlódás és a levegő ellenállása következtében a futó kissé elmarad az orsótól, ennek következtében a fonal, - amely a futó keringése folytán sodródik, - egyúttal fel is tekeredik az orsóra húzott hüvelyre. A fonalnak a függőleges helyzetű hüvelyen való egyenletes elhelyezkedése érdekében a gyűrűt az orsó hossztengelye mentén fel-le mozgatják. Ezen a gépen kapja meg a fonal az utolsó nyújtási művelettel végleges vastagságát és végleges sodratszámát. Az így készült fonal a gyűrűsfonal.
Egy másik eljárásnál, az ún. turbinás vagy rotorfonásnál, amelyet viszonylag vastagabb fonalak gyártásánál használnak, az előfonás művelete elmarad. A nyújtott szalagot folyamatosan táplálják be a fonófejbe és az ott létrehozott erős légáramlattal szálakra bontják. A szálak egy rendkívül gyorsan forgó (akár a 150 000/perc fordulatszámot is elérő) kúpos dob (a rotor) belső falára tapadnak. Az óriási sebesség miatt centrifugális erő a szálakat a dob legbővebb részére kényszeríti, ahonnan azokat a dob tengelye irányában húzzák el, mégpedig olyan sebességgel, ami a kívánt fonalvastagságnak megfelelő elemiszálak számához igazodik. A dob forgása folytán egyúttal a fonal sodrata is kialakul. A fonófejből kijövő fonalat ezután feltekercselik. Ezt a módszert, mivel a rotor belsejében lényegében szabad szálakból képződik a fonal, nyitott végű (angolul: open end) fonásnak és az így készült fonalat OE-fonalnak nevezik. Ez az eljárás sokkal termelékenyebb, mint a gyűrűsfonás, de ezzel a módszerrel nem lehet olyan finom fonalakat előállítani mint a gyűrűsorsóval, és a fonal kissé merevebb, keményebb is, ami egyes felhasználási területeken hátrányos.
8. A fentiekben leírt folyamat eredménye a nyers fonal. Ez önmagában is felhasználható, de nagyon gyakran további műveleteket (kikészítés) is végeznek rajta. Így például gyakran fehérítik vagy színezik, vagy – ha pamutfonalról van szó – lúggal kezelik (ez a mercerezés) - és ezzel fényesebbé, simábbá teszik. Esetleg még perzselik, hogy a felületéből kiálló elemi szálakat leégessék róla.
9. Nagyon gyakran alkalmazott módszer, hogy két vagy több fonalat összesodornak. Az így készített termék neve: cérna.
10. A fonal a sodrat iránya szerint lehet:
- "Z" sodratú: az óra járásával ellentétes irányú a sodrása
- "S" sodratú: az óra járásával egyező irányú a sodrása

## További képek

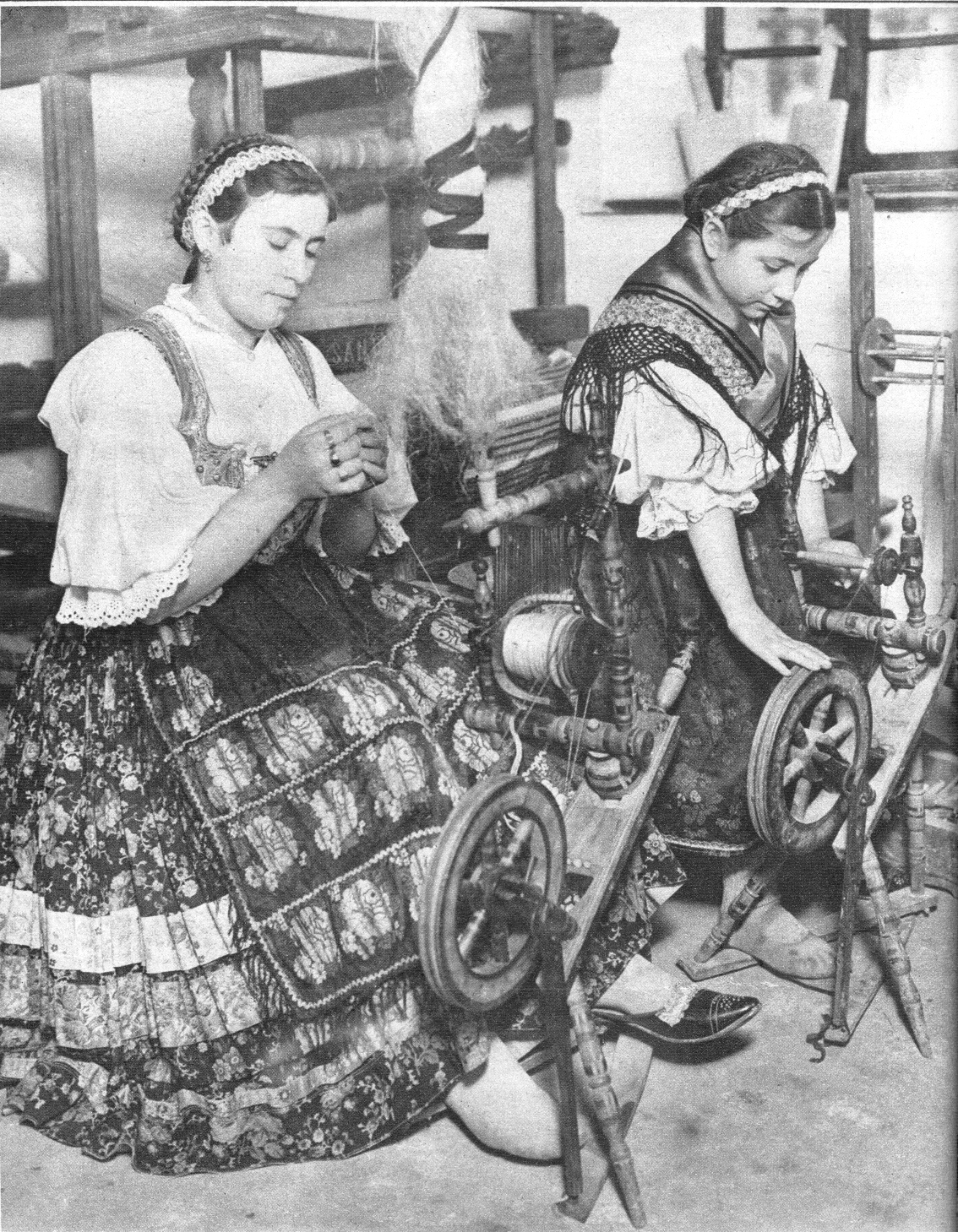
Baja-vidéki fonó lányok
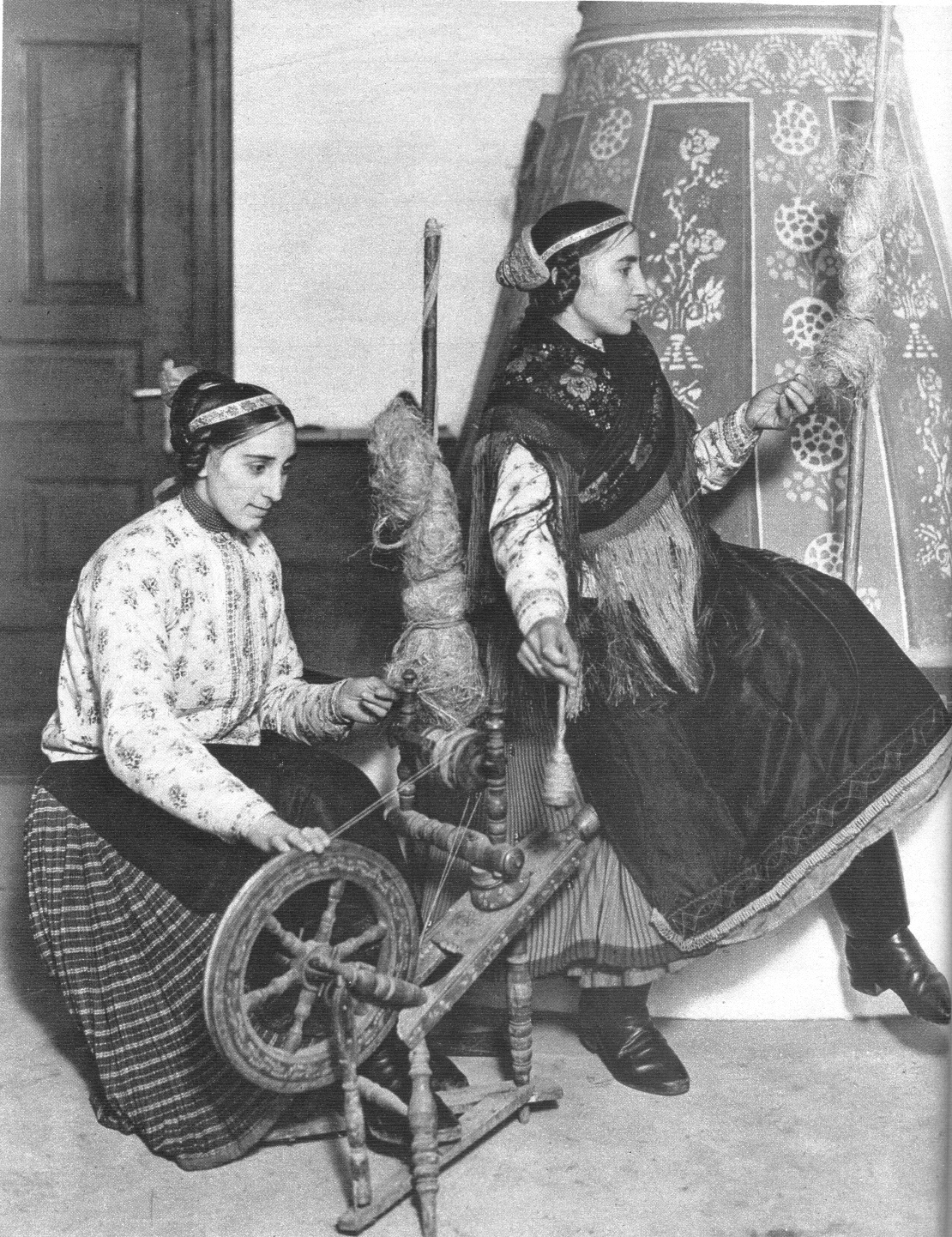
Fonó asszonyok Boldogon